# Evolučně stabilní strategie
V teorii her a behaviorální ekologii se jako evolučně stabilní strategie (ESS) označuje strategie, která, když si ji osvojí populace „hráčů“, zabraňuje ostatním strategiím tuto strategii narušit. Je to ukázka Nashovy rovnováhy v evoluci: pokud se ESS v populaci zafixuje, samotný přirozený výběr zabraní úspěšnému rozšíření alternativních strategií. Nashova rovnováha může fungovat kvůli racionálnímu uvažování, to ale neplatí u evoluce, která funguje na principu pokus-omyl. ESS definovali v roce 1973 John Maynard Smith a George R. Price v článku, který vyšel v časopise Nature. Smith ji následně více rozebral ve své knize Evolution and the Theory of Games z roku 1982 a v roce 1999 získal za její vývoj (a celkově za uplatnění teorie her v evoluční biologii) Crafoordovu cenu. Dnes je ESS využívána v behaviorální ekologii, ekonomii, antropologii, evoluční psychologii, filosofii a politologii. Pro ilustraci ESS se využívá např. hra s názvem jestřáb a holubice.